# 마이클 스트롱

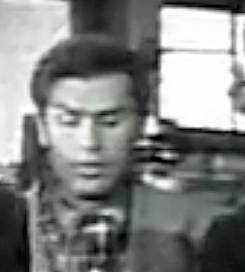

마이클 스트롱(Michael Strong, 1918년 2월 8일 ~ 1980년 9월 17일)은 미국의 배우, 텔레비전 배우이다.
맨해튼에서 태어났으며 로스앤젤레스에서 사망하였다. 사인은 암이다.

## 영화
- 위대한 산티니 (1979년)
- 명탐정 바나비 존즈 (1973년)
- 샌프란시스코 수사반 (1972년)
- 패튼 대전차 군단 (1970년) - Brig. Gen. 호바트 카버 역
- 하와이 5-0수사대 (1968년)
- 비밀 (1968년)
- 포인트 블랭크 (1967년) - 스테그맨 역
- LA 현금 탈취 작전 (1966년)
- 제5전선 (1966년)
- FBI (1965년)
- 도망자 (1963년)
- 딜론 보안관 (1955년)
- 디즈니랜드 (1954년) - 엘돈 케인 역
- 형사 이야기 (1951년)
- 스튜디오 원 (1948년)